# Rana tingrett
Rana tingrett is een tingrett (kantongerecht) in het midden van de Noorse fylke Nordland. Het gerecht is gevestigd in Mo i Rana. Het gerechtsgebied omvat de gemeenten Rana, Hemnes, Nesna, Lurøy, Træna en Rødøy. Het gerecht maakt deel uit van het ressort van Hålogaland lagmannsrett. In zaken waarbij beroep is ingesteld tegen een uitspraak van Rana zal de zitting van het lagmannsrett worden gehouden in Bodø.